# 渾身
『渾身』（こんしん）は、2007年8月に集英社から出版された川上健一の小説。

## あらすじ
結婚式をドタキャンして島を逃げるように飛び出した英明は、妻の麻理と島に戻ることを決意。閉鎖的な島社会の中で子供も生まれたが、麻理の病死を経て、周りの人の温かさに支えられ、麻理の親友であった多美子と再婚する。少しでも皆に認められたいと古典相撲を始め、20年に一度の遷宮相撲の最高位である正三大関に推挙されるまでになる。夜を徹して島中の人が見守る中で行われる300番にも及ぶ取り組みの最後に、英明は地区の名誉や家族の思いを背負って土俵に上がる。

## 隠岐古典相撲
隠岐古典相撲は、隠岐の島に伝わる相撲の原点と言われる相撲。隠岐は相撲が盛んな土地で、島をあげての祝い事に夜を徹しての相撲大会が行われる。その最上位に位置づけられるのが、出雲大社に次ぐ格式を誇る水若酢神社で20年に一度開催される遷宮相撲であり、三重（さんまい）の土俵でとられ、勝負のしこりを残さないように一勝一敗の引き分けで終わることに特徴がある。遷宮相撲は神社のある五箇地区が座元、他の地区が寄方となっての対抗戦で、古式に則って最高位は正三大関となり、一生に一度のチャンスを誰もが望む最も名誉ある最高位である。

## 書籍情報
- 単行本：集英社 初版2007年8月　ISBN 978-4-08-774876-5
- 文庫版：集英社文庫 初版2010年4月　ISBN 978-4-08-746560-0

## 映画
『渾身 KON-SHIN』（こんしん、英表記: KON-SHIN）のタイトルで、錦織良成監督・脚本、伊藤歩、青柳翔の主演で小説を原作に映画化され、2013年1月5日に鳥取県及び島根県にて先行公開、同年1月12日に全国公開された。家族の絆や地域の熱い思いを通して「日本の心」を描いた感動作品に仕上げられている。第36回モントリオール世界映画祭正式招待作品。第25回東京国際映画祭特別招待作品。
製作費約5億2千万円に対し、最終興行収入は1億7610万円。映画を製作した出雲ピクチャーズ（松江市）が2015年5月7日、配給元の松竹に約4億5千万円の損害賠償を求め松江地裁に提訴した。東京地裁の森脇博人裁判長は「興行収入や観客動員数に関して法的拘束力のある合意があったとは言えない」松竹が契約前に上映期間を短くする可能性を伝えていたとも指摘し、2018年4月12日請求を棄却した。

### キャスト
- 坂本多美子 - 伊藤歩
- 坂本英明 - 青柳翔
- 山本清一 - 甲本雅裕
- 永見剛 - 笹野高史
- 中村一千代 - 中村嘉葎雄
- 大林伸江 - 財前直見
- 坂本琴世 - 井上華月
- 吉田忠治 - 長谷川初範
- 吉野弓子 - 宮崎美子
- 吉野久成 - 中本賢
- 坂本麻里 - 中村麻美
- 田中敏三郎 - 隆大介
- 田中敏夫 - 粟野史浩
- 坂本学 - 高橋長英
- 坂本弘子 - 真行寺君枝
- 佐々木良一 - 春田純一
- 佐々木好子 - 松金よね子

### スタッフ
- 監督・脚本：錦織良成
- 原作：川上健一（集英社文庫刊）
- 撮影：松島孝助
- 美術：稲垣尚夫
- 録音：西岡正巳
- 照明：吉角荘介
- 編集：日下部元孝
- 音楽：長岡成貢
- 美術協力：蛙男商会
- 制作プロダクション：goen、ユニークブレインズ
- 制作：出雲ピクチャーズ
- 配給：松竹
- 製作：「渾身」製作委員会